# Вукановичі
Династія Вукановичів (серб. кир.: Вукановић, pl. Вукановичі/Вукановићи) — середньовічна сербська династія, яка правила внутрішньою Сербією з центром у регіоні Рашка (лат. Rascia), протягом XI-ХІІ ст. Кілька членів династії Вукановичів також правили в деяких інших регіонах (Захумлє, Травунія, Дукля, а також Хорватія). Можливо, рід походить від дуклянської династії Воїславовичів. Пізніше династію Вукановичів у Сербії змінила близькоспоріднена династія Неманичів.
Родина Вукановичів була названа пізнішими істориками на честь її засновника Вукана з Сербії. Однак сама родина також відома як династія Урошевичів (серб. кир.: Урошевић, pl. Урошевичі / Урошевићи), на честь племінника Вукана, Уроша I з Сербії.
Правителі цієї династії поділялися на дві гілки: гілку в Рашці та гілку в Захумлє. Правителі першої гілки носили титул великий князь (серб. кир.: Велики Жупан) Сербії, тоді як її залумська гілка носила титул князя Захумлє. Інші титули включали: бан Хорватії, який належав Белошу з гілки в Рашці, князь Дуклі і Травунії, який тримав Деса з тієї ж гілки, і граф Спліта, який тримав Петар із Захлумської гілки. Інші титули включали герцога Верхньої Залумії, яку тримав Толен II з Залумської гілки, герцога Південної Залумії, якою володів Андрій з Залумської гілки, і князя Прибережжя, якою також володів Андрій з Залумської гілки.
За Хронікою Дуклянського священника, король Дуклян Костянтин Бодін отримав внутрішню Сербію (бл. 1083—1084) і призначив двох князів зі свого двору, братів Вукана і Марка, керувати регіоном Рашка. За Мавро Орбіні, Бодін розділив Рашку на два князівства, приписавши одне з князівств Вукану, а інше — Марку.

## Гілки

### Гілка в Рашці
- Вукан і Марко (1083 / 84 — бл. 1112 — 15)
- Урош I (бл. 1112 — 15 — 1131 / бл. 1145)
- Урош II (бл. 1145—1155, 1155—1161 / 62)
- Белош (1142—1158, 1163 (Хорватія); 1161 / 1162 (Рашка))
- Деса (1155, 1161 / 62 — 1165 (Рашка); 1148—1162 (Дукля))
- Тихомир (1165—1166)
- Стефан Неманья (1166—1196): (згодом династія Неманичів)

### Гілка в Захлумії
- Завіда (пов. 1112)
- Мирослав (князь Гумський у 1166—1190 та 1192—1198)
- Толен (князь Хумський у 1192—1198 рр.)
- Петар (князь Хумський у 1198—1216 рр.)
- Андрія (князь Хумський у 1216—1218 рр. і прибл. 1250 р.)
- Толен II (князь Хумський у 1227—1239 рр.)
- Нікола (князь Хумський у 1239-?)
- Богдан (князь Гумський у 1249—1252 рр.)
- Радослав (князь Гумський у прибл. 1254 р.)

### Першоджерела
- Flusin, Bernard; Cheynet, Jean-Claude, ред. (2003). John Scylitzès: Empereurs de Constantinople. Paris: Lethielleux. ISBN 9782283604595.
- Кунчер, Драгана (2009). Gesta Regum Sclavorum. Т. 1. Београд-Никшић: Историјски институт, Манастир Острог.
- Thurn, Hans, ред. (1973). Ioannis Scylitzae Synopsis historiarum. Berlin-New York: De Gruyter. ISBN 9783110022858.
- Шишић, Фердо, ред. (1928). Летопис Попа Дукљанина (Chronicle of the Priest of Duklja). Београд-Загреб: Српска краљевска академија.
- Wortley, John, ред. (2010). John Skylitzes: A Synopsis of Byzantine History, 811–1057. New York: Cambridge University Press. ISBN 9781139489157.
- Живковић, Тибор (2009). Gesta Regum Sclavorum. Т. 2. Београд-Никшић: Историјски институт, Манастир Острог.

### Вторинні джерела
- Bataković, Dušan T., ред. (2005). Histoire du peuple serbe [History of the Serbian People] (фр.). Lausanne: L’Age d’Homme. ISBN 9782825119587.
- Ćirković, Sima (2004). The Serbs. Malden: Blackwell Publishing. ISBN 9781405142915.
- Fine, John Van Antwerp Jr. (1991) [1983]. The Early Medieval Balkans: A Critical Survey from the Sixth to the Late Twelfth Century. Ann Arbor, Michigan: University of Michigan Press. ISBN 0472081497.
- Kalić, Jovanka (1995). Rascia - The Nucleus of the Medieval Serbian State. The Serbian Question in the Balkans. Belgrade: Faculty of Geography. с. 147—155.
- Kalić, Jovanka (2017). The First Coronation Churches of Medieval Serbia. Balcanica (48): 7—18. doi:10.2298/BALC1748007K.
- Orbini, Mauro (1601). Il Regno de gli Slavi hoggi corrottamente detti Schiavoni. Pesaro: Apresso Girolamo Concordia.
- Орбин, Мавро (1968). Краљевство Словена. Београд: Српска књижевна задруга.
- Živković, Tibor (2008). Forging unity: The South Slavs between East and West 550-1150. Belgrade: The Institute of History, Čigoja štampa. ISBN 9788675585732.